# Jean Moulin, une affaire française
Pour les articles homonymes, voir Jean Moulin (homonymie) et Moulin (homonymie).
Ne doit pas être confondu avec Une affaire française.
Pour plus de détails, voir Fiche technique et Distribution.
Jean Moulin, une affaire française est un téléfilm historique canado-français en 2 parties réalisé par Pierre Aknine, diffusé les 6 et 13 janvier 2003.

## Fiche technique
- Titre : Jean Moulin
- Réalisation : Pierre Aknine
- Production :
- Sociétés de production :  GMT Productions, Okko Productions, Spice Factory
- Pays d'origine :  France,  Canada
- Scénario :Pierre Aknine
- Images :
- Décors :
- Montage :
- Musique : Yvan Cassar
- Costumes :
- Casting :
- Maquillage/Coiffure :
- Son :
- Effets spéciaux :
- Genre : drame, biographie
- Durée : 97 + 95 min
- Date de 1re diffusion :
  -  Québec : 1er et 8 décembre 2002 à Super Écran
  -  France : 6 et 13 janvier 2003 sur TF1

## Distribution
Sauf indication contraire ou complémentaire, les informations mentionnées dans cette section proviennent du générique de fin de l'œuvre audiovisuelle présentée ici.
- Francis Huster : Jean Moulin
- Patrick Catalifo : Henri Frenay
- Aladin Reibel : Pierre de Bénouville
- Bernard Yerlès : René Hardy
- Mélanie Laurent : Alice Arguel (jeune)
- Maruschka Detmers : Gilberte Riedlinger
- Antoine Chain : Matial Blanchard
- Andreas Hofer : Le capitaine Brakman
- Léo Grandperret : Guillaume
- Christian Maria Goebel : Klaus Barbie
- Dominique Valadié : Laure Moulin
- Monique Mélinand : Blanche Moulin
- Yan Duffas : Henri Aubry
- Thomas Sarbacher : Le capitaine Kieffer
- Katerina Urbancova : Edmée Delettraz
- Jacques Spiesser : André Lassagne
- François Dunoyer : Pierre Meunier
- Jiri Novotny : Le colonel Schwartzfeld
- Hubert Saint Macary : Henri Manhes
- Jacques Boudet : Charles de Gaulle
- Bernard Fresson : Charles Delestraint
- Micheline Presle :  Alice Arguel (âgée)
- Gérard Whelan :
- Julie Depardieu : Sœur Henriette

Distribution principale.
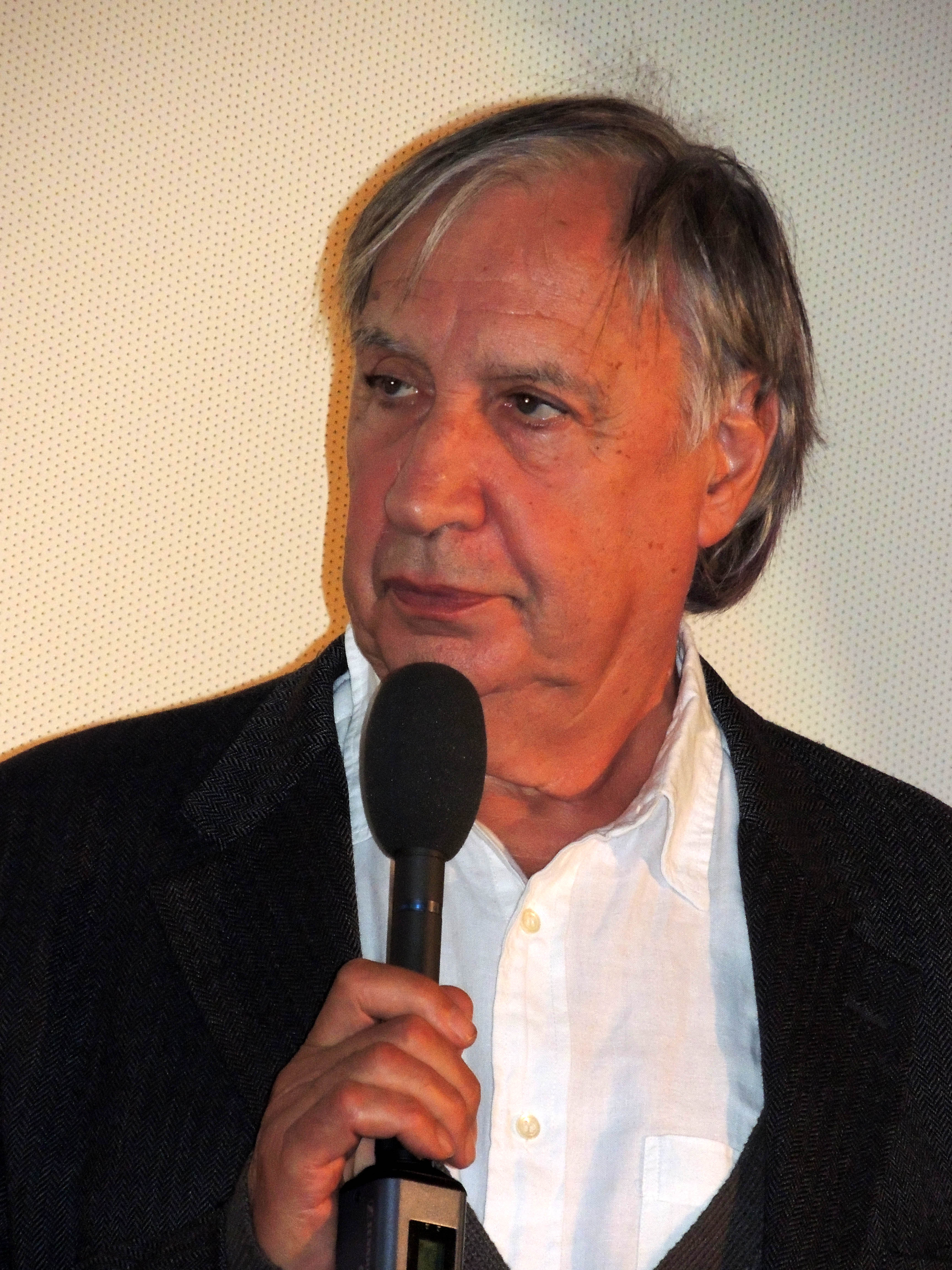
Jacques Boudet
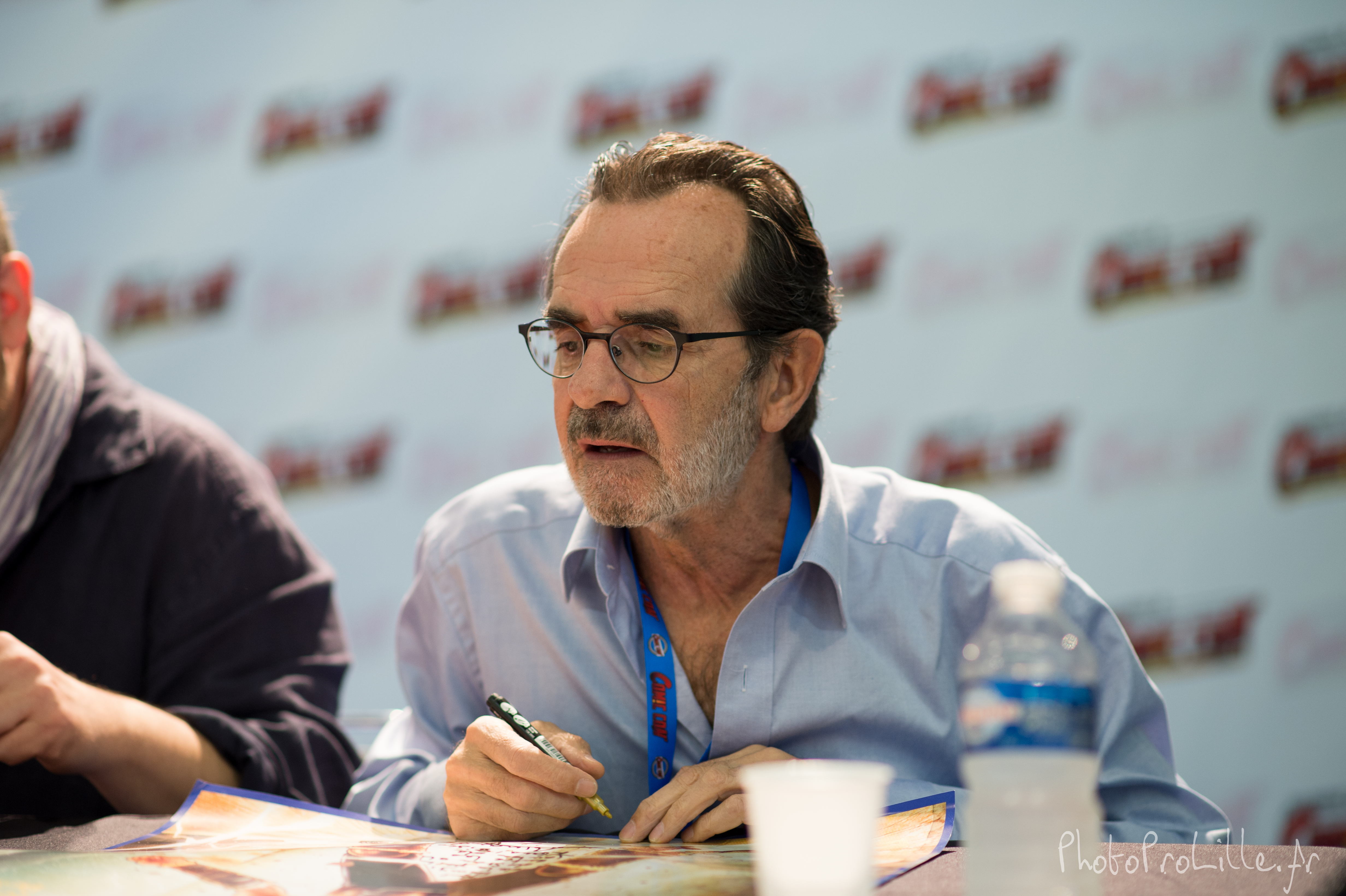
Hubert Saint-Macary
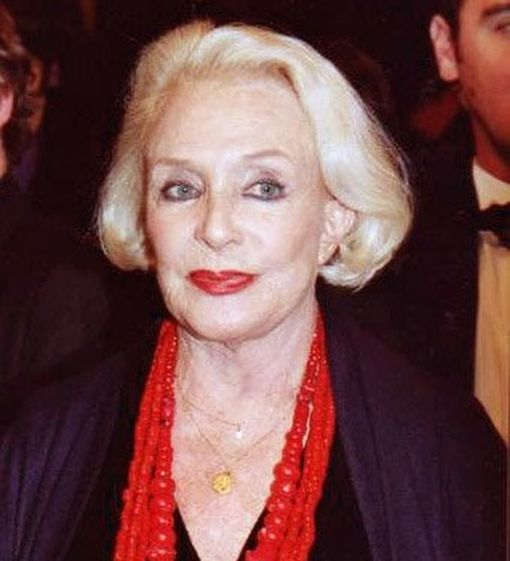
Micheline Presle
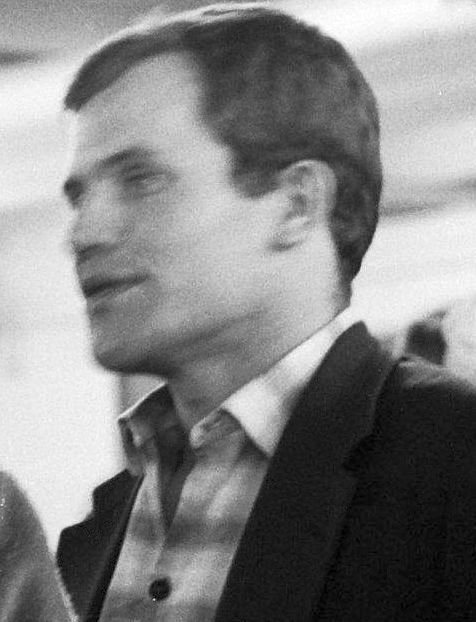
Bernard Fresson
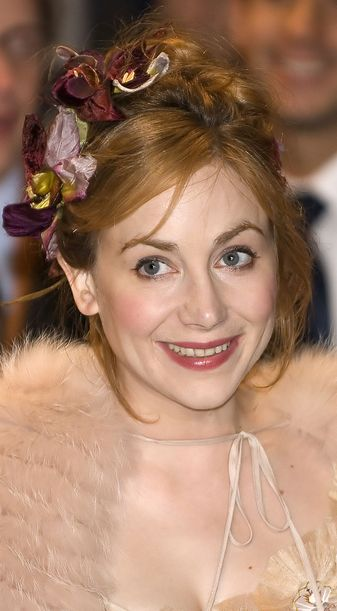
Julie Depardieu
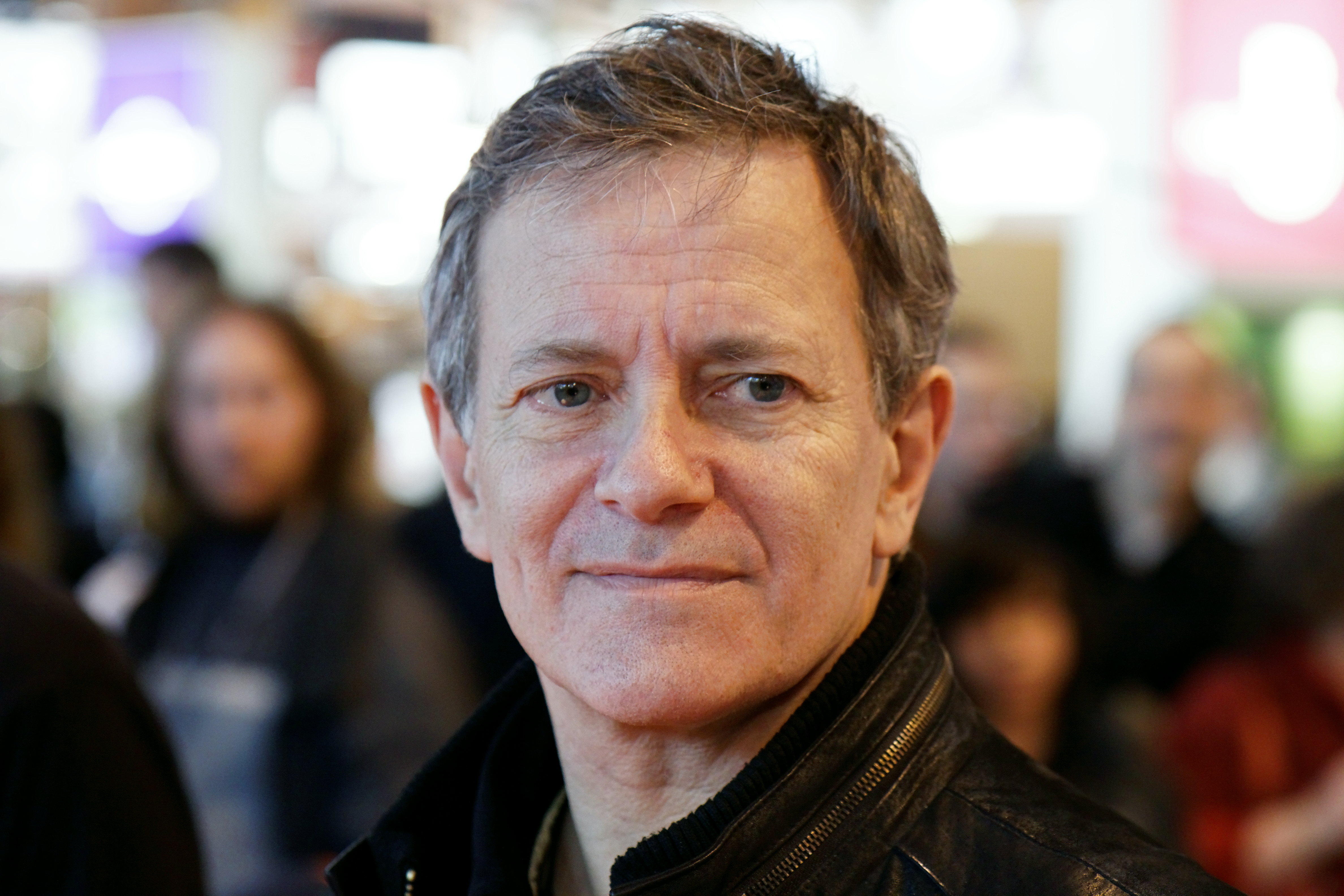
Francis Huster
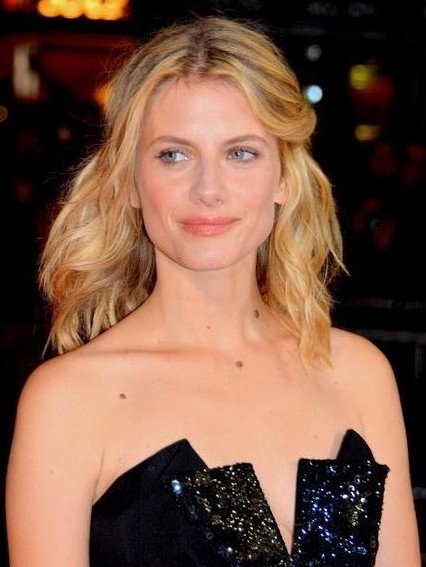
Mélanie Laurent
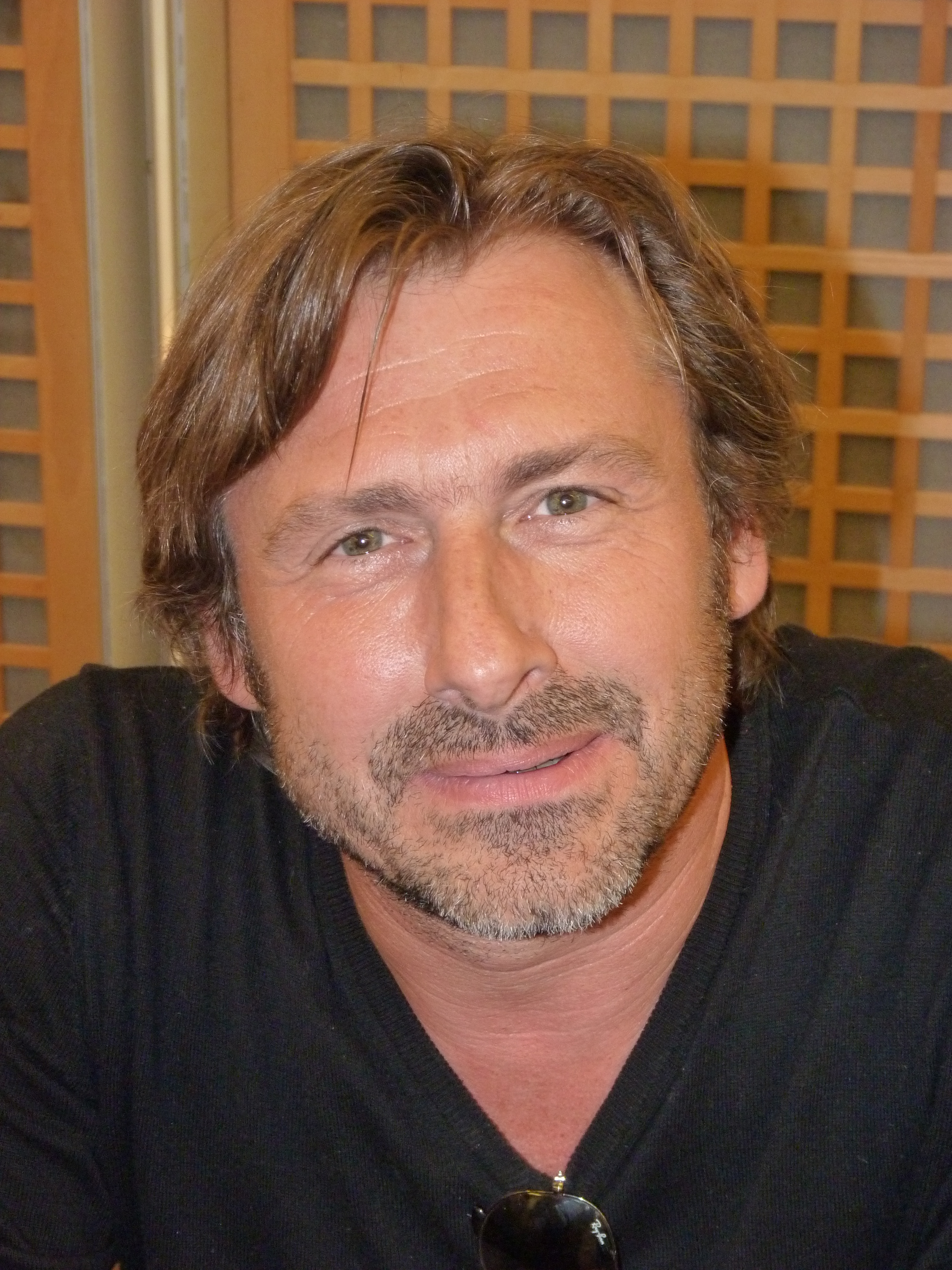
Bernard Yerlès
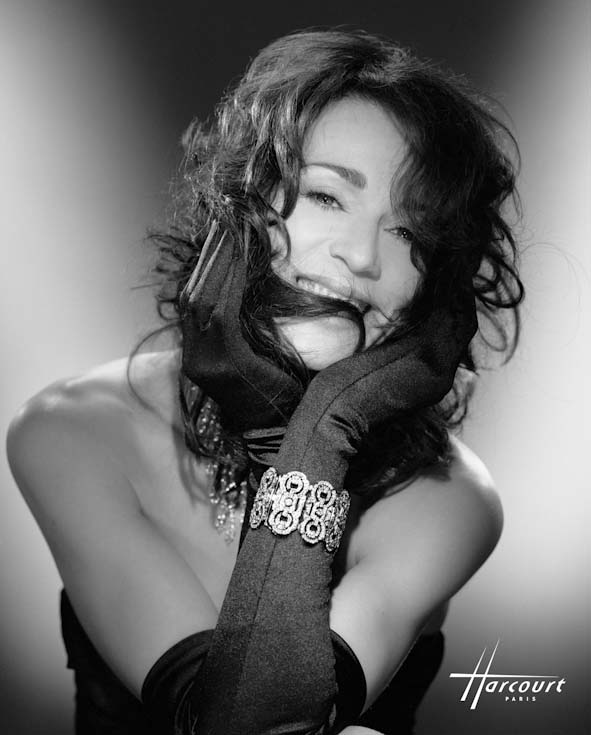
Maruschka Detmers
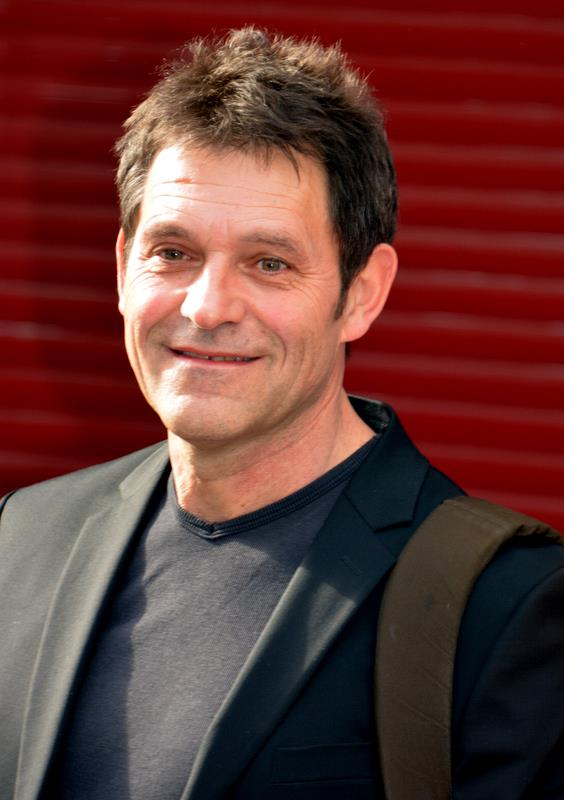
Patrick Catalifo
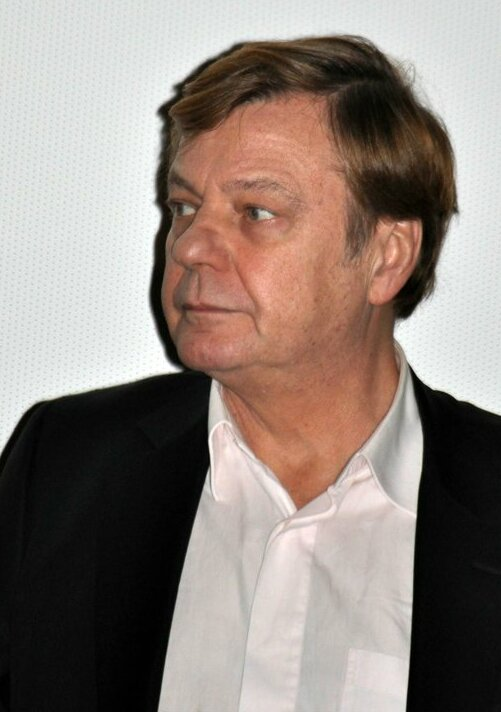
Jacques Spiesser